# マリウシュ・ステピンスキ
マリウシュ・ステピンスキ（ポーランド語: Mariusz Stępiński、1995年5月12日 - ）は、ポーランド・ウッチ県シェラツ出身のサッカー選手。ポジションはFW。キプロス・ファーストディビジョン・アリス・リマソールFC所属。

## 経歴
2011年、ポーランドのヴィジェフ・ウッチでプロキャリアをスタートさせ、2シーズンで33試合に出場し5得点を記録した。
2013年6月5日、ドイツ・ブンデスリーガの1.FCニュルンベルクに3年契約で移籍。2014年8月25日、母国のヴィスワ・クラクフに期限付き移籍することが決定した。
2015年、ルフ・ホジューフに移籍した。
2016年、FCナントに移籍した。
2017年8月31日、ACキエーヴォ・ヴェローナに期限付き移籍。2018年に完全移籍となった。
2019年9月2日、エラス・ヴェローナFCに期限付き移籍。2020年に完全移籍となった。
2021年8月6日、アリス・リマソールFCに期限付き移籍。2022年8月31日に完全移籍となった。

## 代表歴
ポーランド代表として各年代でプレーし、2012年にはUEFA U-17欧州選手権に出場した。2013年2月2日、親善試合のルーマニア代表戦でA代表デビューを果たした。